# 鯨岡仁
鯨岡 仁（くじらおか ひとし、1976年- ）は、朝日新聞記者、ジャーナリスト。

## 来歴
1976年、東京都足立区生まれ。早稲田大学卒業。学生時代は４年間、リーマン・ブラザーズ東京支店でアルバイトをしていた。
1999年、日本経済新聞社入社。2003年、朝日新聞に移り、政治部に配属。小泉純一郎首相番記者、首相官邸、外務省、防衛省、民主党（野党クラブ）などを担当。2008年に経済部に異動し、日本銀行を担当。この間、リーマン・ショックに端を発した金融危機を取材。社会保障と税の一体改革、環太平洋経済連携協定（TPP）交渉、内閣府、金融庁、財務省、自民党（平河クラブ）、首相官邸（２度目）、経済産業省などの取材を担当。

## 著書

### 単著
- 『安倍晋三と社会主義　アベノミクスは日本に何をもたらしたか 』(朝日新書、2020年)
- 『日銀と政治　暗闘の20年史』（朝日新聞出版、2017年）
- 『ドキュメントTPP交渉　アジア経済覇権の行方』（東洋経済新報社、2016年）

### 共著
- 『この国を揺るがす男　安倍晋三とは何者か』（筑摩書房、2016年）